# پس از ساعت‌ها (رمان)
پس از ساعت‌ها (به انگلیسی: After Hours) یک رمان جنایی آمریکایی نوشتهٔ ۱۹۷۹ اثر ادوین تورس است که دنباله‌ای بر رمان راه کارلیتو (۱۹۷۵) است. هر دو رمان اساس فیلم راه کارلیتو محصول سال ۱۹۹۳ به کارگردانی برایان دی پالما هستند.

## طرح
یک شرور سابق، کارلیتو بریگانته، قبل از سر به راه شدن، یک بار دیگر سراغ دردسر می‌رود.